# Piazza dei Miracoli
Die Piazza dei Miracoli (italienisch Platz der Wunder), wie die Piazza del Duomo im Volksmund auch genannt wird, ist der Domplatz der toskanischen Stadt Pisa. Der Name stammt vom italienischen Dichter und Schriftsteller Gabriele D’Annunzio. Er beschrieb in seinem Buch Forse che sì forse che no den Platz als Wiese der Wunder. Die Piazza dei Miracoli ist eine Grünfläche nahe der Stadtbefestigung im nordwestlichen Teil der Altstadt. Die dezentrale Lage am Rande des historischen Stadtkerns ist ungewöhnlich. Auf dem Platz steht das berühmte Ensemble, bestehend aus dem Baptisterium als größte Taufkirche der Welt, dem Friedhof Camposanto Monumentale und dem kreuzförmigen Dom Santa Maria Assunta mit seinem Campanile, dem Schiefen Turm. Sie gehören zu den Meisterwerken der mittelalterlichen Architektur und hatten einen großen Einfluss auf die monumentale Kunst in Italien vom 11. bis zum 14. Jahrhundert. Seit 1987 gehört der Platz zum UNESCO-Welterbe.